# Iglói rajtaütés
Az Iglói rajtaütés az 1848-49-es Téli hadjárat egy kisebb, jelentéktelenebb összecsapása volt Iglón (ma Spišská Nová Ves) a Julius Kiesewetter őrnagy vezette osztrák egységek és a Guyon Richárd ezredes vezette magyar erők között 1849. február 3. hajnali óráiban.

## Előzmények

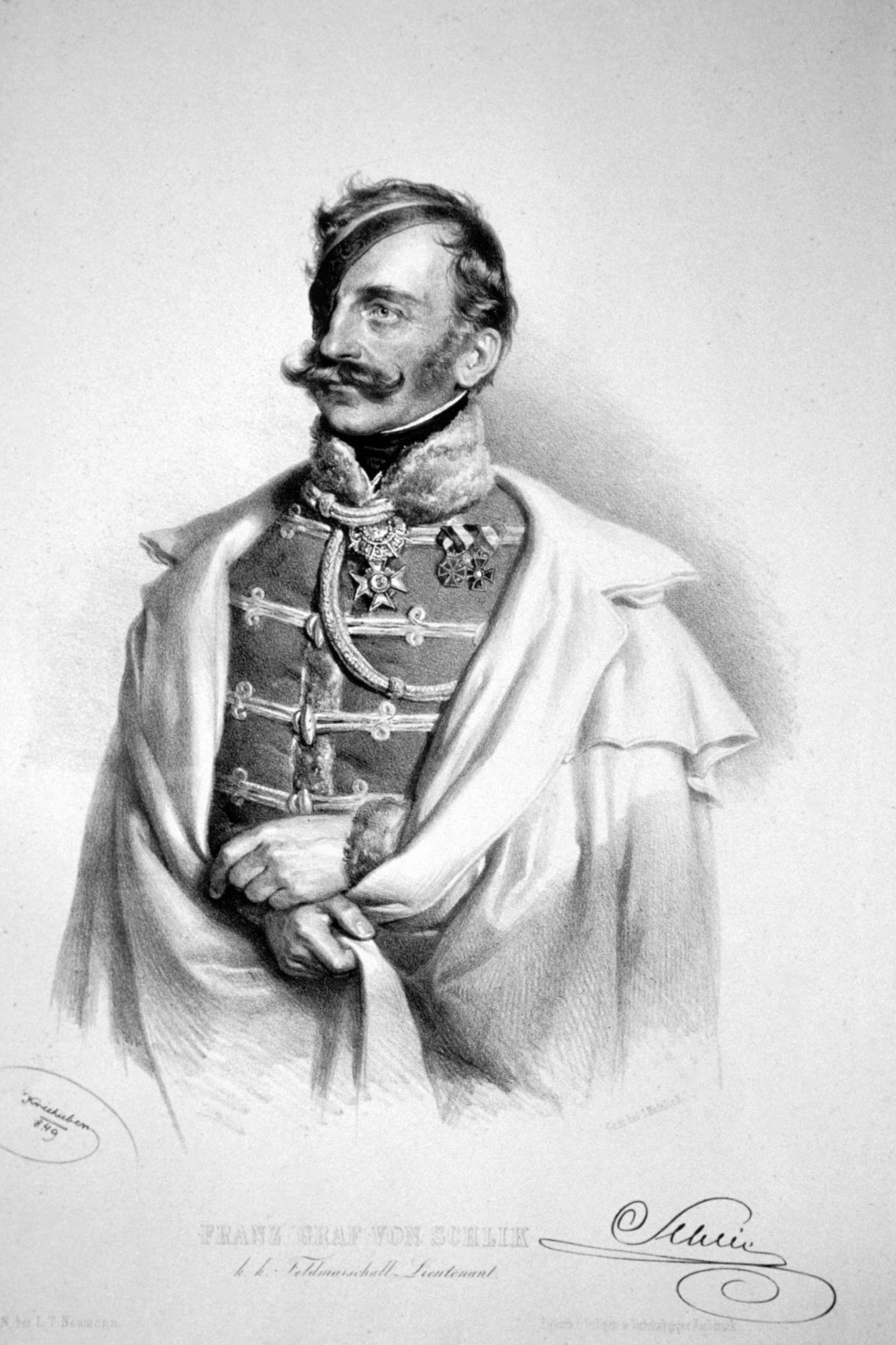
Franz von Schlik

1849 februárjában Észak-Magyarországon harcolt Franz von Schlik hadserege. A tábornok és egységeinek zöme Klapka György honvéd tábornok erőivel harcoltak Tokaj környékén. A tábornok egyik előretolt állása volt Lőcse. Itt állomásozott Julius Kiesewetter császári őrnagy egységeivel, négy gyalogszázaddal, egy fél lovasszázaddal és egy fél röppentyűkből álló üteggel. Az osztrák őrnagy január 29-én értesült Görgey Artúr honvéd tábornok egységei előrenyomulásáról. Ezt az információt azonnal továbbította felettesének, Schlik tábornoknak, aki eleinte túlzó híreszteléseknek fogta fel a leírtakat. Viszont az őrnagy január utolsó napján küldött újabb jelentése, miszerint az osztrák csapatokat a magyarok máris visszavetették, azonnal cselekedett. Schlik az őrnagy támogatására küldte Franz Deym tábornokot egy Parma ezredbeli zászlóaljjal, három gyalog századdal, egy fél lovasszázaddal és négy löveggel február 2-án Margitfalvára, majd Lőcsére. Evvel egy időben Eperjesre is küldött erőket, ahol a Branyiszkói-hágó őrzésére kirendelt osztrák erők csak 2 gyalog századból, egy szerveződő szabadcsapatból és 2 ágyúból álltak.

## Éjjeli rajtaütés Iglón

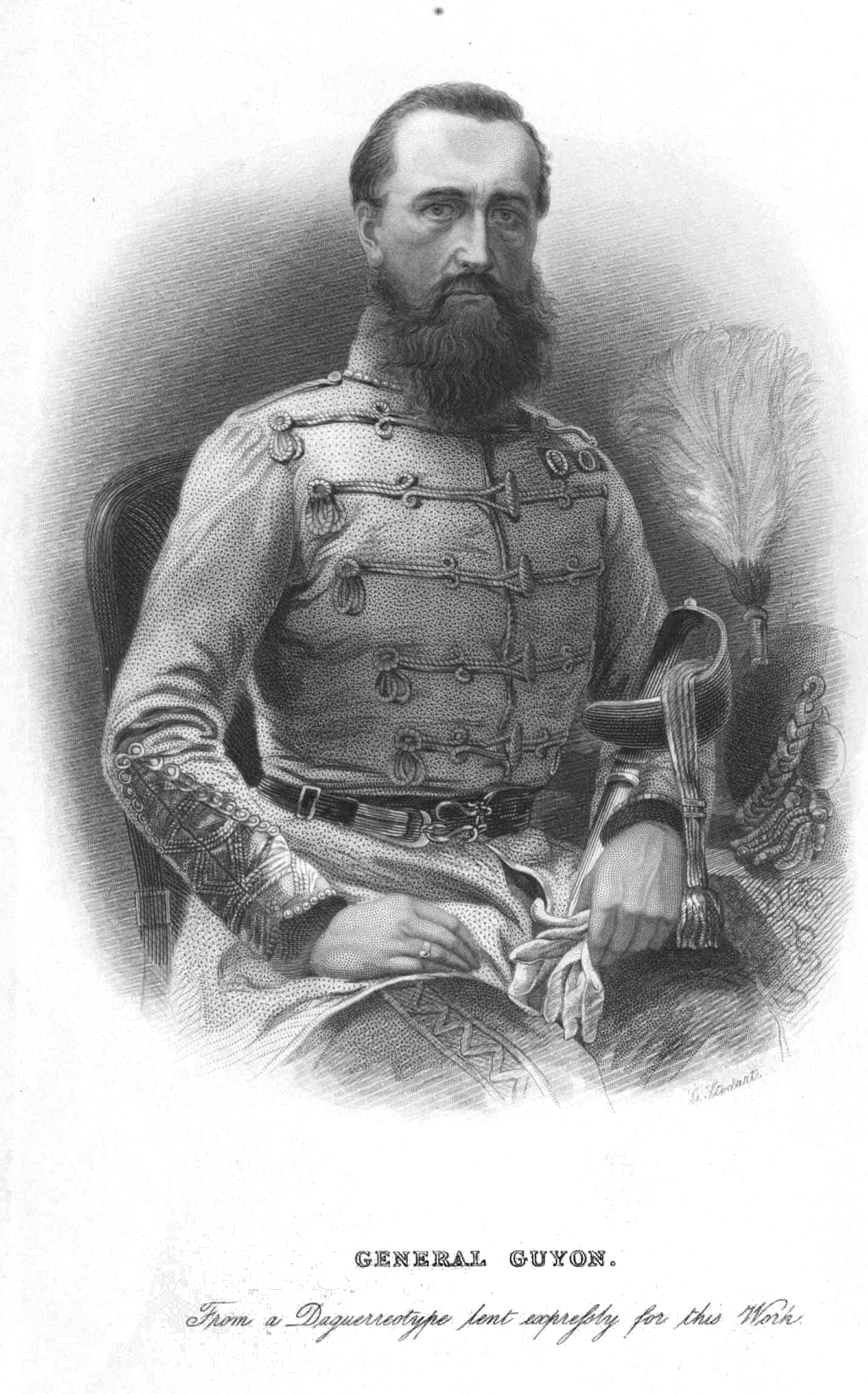
Guyon Richárd, az iglói egységek parancsnoka. Az ütközet után csapatait legnagyobb diadala, a Branyiszkói ütközetbe vezette

Az osztrák Kiesewetter őrnagy abban a hiszemben volt, hogy az Igló bevonult magyar egységek létszáma csekély, ezért egy éjszakai rajtaütés tervét dolgozta ki. Még február 2-án, éjjeli 11 óra környékén összegyűjtötte összes katonáját és elindultak Igló felé. Az osztrákok másnap éjjeli egy órakor érték el a várost. Az osztrákok egész lovasságukkal, három század gyalogsággal és két ágyúval nyomultak be a városba, további 1 gyalogszázadot és egy löveget a város keleti szegélyéhez helyezett. Iglóban az előőrsi és a védelmi feladatokat nem látták el kellően és az osztrákok akadálymentesen nyomultak be a főtérre. Ekkor villámgyorsan a még alvó magyarokra rátámadtak, hatalmas zűrzavart okozva és a főtéren álló hét magyar ágyút sikeresen elfoglalták. Ámde a magyarok gyorsan feleszméltek és ezredesük, Guyon Richárd vezetésével olyan dühvel rontottak rá a ellenséges (az osztrákok kevesebben voltak a magyaroknál) századokra, hogy azok nem csak az elfoglalt, hanem a saját ágyúikat is hátrahagyva menekültek Szepesváraljára. Innen vonultak a Branyiszkói szorosba, ahova a balul sikerült akcióról már értesülést szerzett Franz Deym is bevonult.

## Veszteségek
Semelyik oldal nem szenvedett számottevő veszteséget, egyedül az osztrákok három ágyúja volt súlyosabb veszteség. Az osztrákok összesen 4 halottat, 3 ágyút és 21 lovat hagytak a csatamezőn. További 30 katonájuk megsebesült. A magyarok vesztesége 45-50 halott és sebesült volt.